# Madagaskarplatstaartgekko
De madagaskarplatstaartgekko (Uroplatus fimbriatus) is een hagedis die behoort tot de gekko's. Het is een van de soorten bladstaartgekko's uit het geslacht Uroplatus.

## Naam en indeling
De wetenschappelijke naam van de soort werd voor het eerst voorgesteld door Johann Gottlob Schneider in 1797. Oorspronkelijk werd de naam Stellio fimbriatus gebruikt. In het verleden zijn andere geslachtsnamen gebruikt, zoals Gecko, Rhacoessa, Chiroperus, Ptyodactylus en Uroplates.
De soortaanduiding fimbriatus betekent vrij vertaald 'voorzien van franjes' en slaat op de grillige huidzomen langs het lichaam die erg ongebruikelijk zijn bij hagedissen.

## Uiterlijke kenmerken
De madagaskarplatstaartgekko bereikt een lichaamslengte van 14 tot 19 centimeter exclusief de staart en een staartlengte tot 11,5 cm. Met een maximale lichaamslengte tot 30 centimeter is het daarmee de grootste soort uit het geslacht bladstaartgekko'sen tevens een van de grootste gekko's ter wereld.
De madagaskarplatstaartgekko heeft een erg karakteristiek uiterlijk door de huidflappen op de flanken en zijkant van de kop. De gekko heeft een zeer platte en onregelmatig getande staart die ovaal van vorm en sterk ingesnoerd is. De kleur is zeer variabel, licht- tot donkergrijs of bruin met een zeer fijn vlekjespatroon over het hele lichaam, soms gebandeerd. De madagaskarplatstaartgekko kan sterk van kleur veranderen, overdag is de kleur veel lichter dan 's nachts en ook als het dier geïrriteerd raakt kleurt het veel donkerder dan wanneer het in rust is en niet wordt verstoord.
De kop is relatief groot, driehoekig en spits, ook de ogen zijn relatief groot en hebben een helder oranje kleur, ze hebben een verticale pupil. De iris heeft een verticale strepentekening. De gekko bezit brede tenen met grote lamellae (hechtschijven). Als het dier wordt opgepakt, wordt luid gesist en gegromd en wordt geprobeerd te bijten. Een beet van een groter exemplaar kan beter vermeden worden in verband met de zeer krachtige kaken.

## Levenswijze
De staart dient niet alleen als camouflage, maar ook als vetopslag en ter misleiding van predatoren; de dieren zwaaien ermee als ze worden aangevallen. De staart kan ten slotte ook worden opgerold om te worden gebruikt als een grijporgaan. Zo kan de gekko zich met behulp van de staart ankeren aan dunne takken.
De huidflappen aan de staart dienen niet om mee te zweven; daar zijn ze te klein voor, waarschijnlijk kan de staart wel als roer worden gebruikt bij het springen, maar harde bewijzen hiervoor ontbreken. Net als veel andere gekko's kent deze soort autotomie; de staart wordt gemakkelijk afgeworpen als deze wordt vastgegrepen maar groeit na een breuk grotendeels weer aan, maar eerder genoemde capaciteiten worden minder en de nieuwe staart is veel kleiner.
De madagaskarplatstaartgekko keert na het foerageren steeds terug op dezelfde rustplaats en slaapt hier op een boomstam met de kop naar beneden. Na een maaltijd wordt de kop, inclusief de ogen, minutieus gereinigd met de tong.

## Verspreiding en habitat

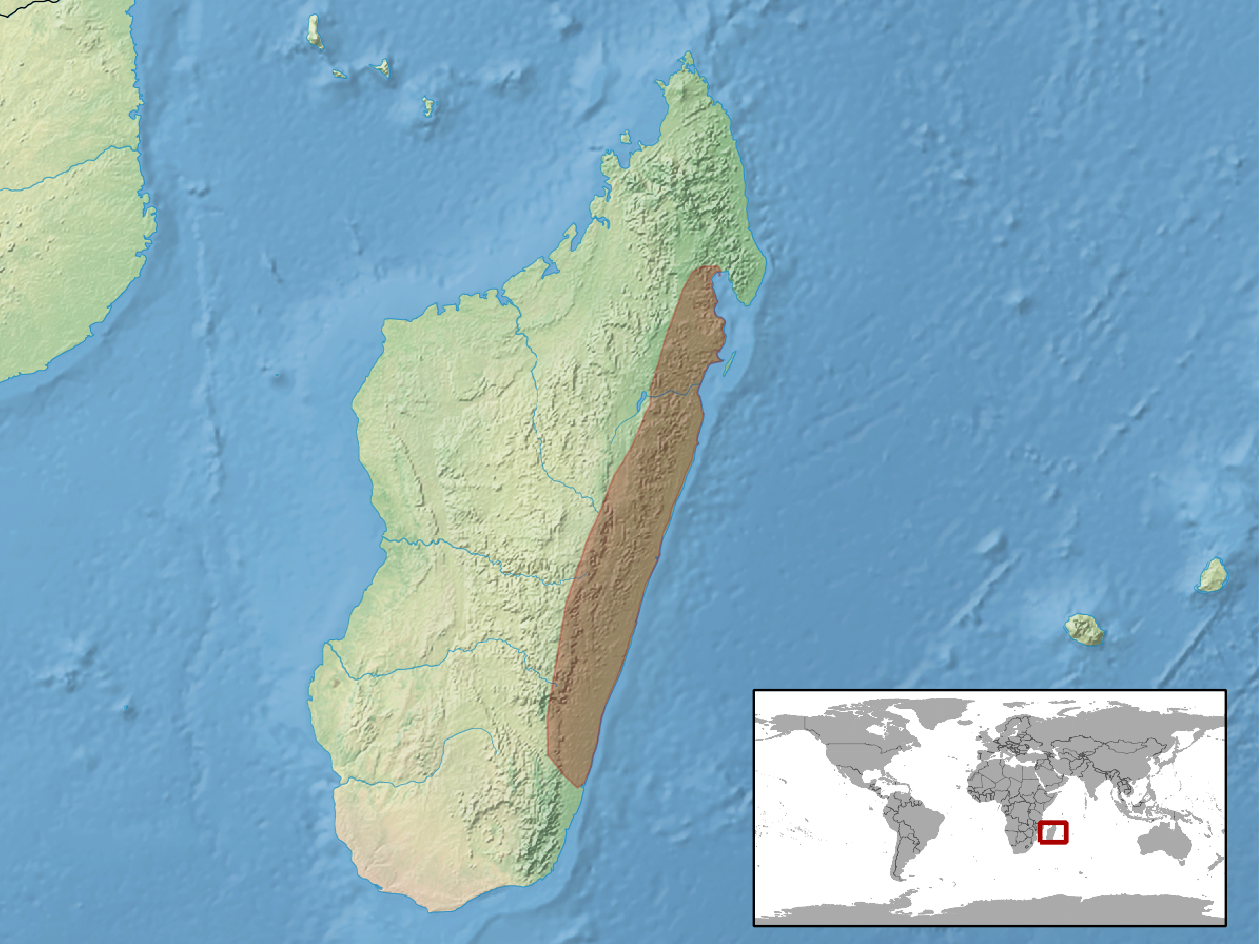
Verspreidingsgebied in het rood.

De soort komt voor in delen van Afrika en leeft endemisch in noordelijk en centraal Madagaskar. De hagedis is ook aangetroffen op Mangabe en Île Sainte-Marie, mogelijk komt het dier voor op het eiland Nosy Be. De habitat bestaat uit vochtige tropische en subtropische laaglandbossen. De bladstaartgekko is aangetroffen van zeeniveau tot op een hoogte van ongeveer 800 meter boven zeeniveau. De biotoop bestaat uit bomen in regenwouden, in vochtige gebieden met veel vegetatie.

## Beschermingsstatus
Door de internationale natuurbeschermingsorganisatie IUCN is de beschermingsstatus 'veilig' toegewezen (Least Concern of LC).